# ایباراما
ایباراما (به پرتغالی: Ibarama) یک منطقهٔ مسکونی در برزیل است که در ریو گرانده جنوبی واقع شده‌است. ایباراما ۴٬۳۹۹ نفر جمعیت دارد.